# Бельманьи
Бельманьи́ (фр. Bellemagny) — коммуна на северо-востоке Франции в регионе Гранд-Эст (бывший Эльзас — Шампань — Арденны — Лотарингия), департамент Верхний Рейн, округ Альткирш, кантон Мазво. До марта 2015 года коммуна административно входила в состав упразднённого кантона Данмари (округ Альткирш).
Площадь коммуны — 2,1 км², население — 187 человек (2006) с тенденцией к стабилизации: 188 человек (2012), плотность населения — 89,5 чел/км².

## Население
Численность населения коммуны в 2011 году составляла 192 человека, а в 2012 году — 188 человек.
| 1962 | 1968 | 1975 | 1982 | 1990 | 1999 | 2005 | 2006 | 2010 | 2011 | 2012 |
| ---- | ---- | ---- | ---- | ---- | ---- | ---- | ---- | ---- | ---- | ---- |
| 112  | 124  | 125  | 122  | 157  | 177  | 187  | 187  | 191  | 192  | 188  |

Динамика населения:

## Экономика
В 2010 году из 103 человек трудоспособного возраста (от 15 до 64 лет) 49 были экономически активными, 54 — неактивными (показатель активности 47,6 %, в 1999 году — 44,3 %). Из 49 активных трудоспособных жителей работали 45 человек (26 мужчин и 19 женщин), 4 числились безработными (1 мужчина и 3 женщины). Среди 54 трудоспособных неактивных граждан 8 были учениками либо студентами, 6 — пенсионерами, а ещё 40 — были неактивны в силу других причин.